# Haematopota heptagramma
Haematopota heptagramma är en tvåvingeart som först beskrevs av Speiser 1915.  Haematopota heptagramma ingår i släktet Haematopota och familjen bromsar. Inga underarter finns listade i Catalogue of Life.